# Orecturus sakalavicus
Orecturus sakalavicus is een eenoogkreeftjessoort uit de familie van de Asterocheridae. De wetenschappelijke naam van de soort is voor het eerst geldig gepubliceerd in 1994 door Humes.